# Acalyptris minimella
Acalyptris minimella là một loài bướm đêm thuộc họ Nepticulidae. Nó có mặt khắp và phổ biến ở phía tây vùng Địa Trung Hải, thường không xa biển. Nó được ghi nhận từ Bồ Đào Nha, Tây Ban Nha, Pháp, Ý, Croatia, Ibiza, Mallorca, Corse, Sardegna và Sicilia. Nó cũng hiện diện ở Bắc Phi, nơi nó được ghi nhận ở Maroc, Algérie và Tunisia.
Sải cánh dài 4.1-5.8 mm. Có từ 2 lứa trở lên trong năm.
Ấu trùng ăn Pistacia lentiscus và Pistacia terebinthus. Chúng ăn lá nơi chúng làm tổ. 